# 航空事故

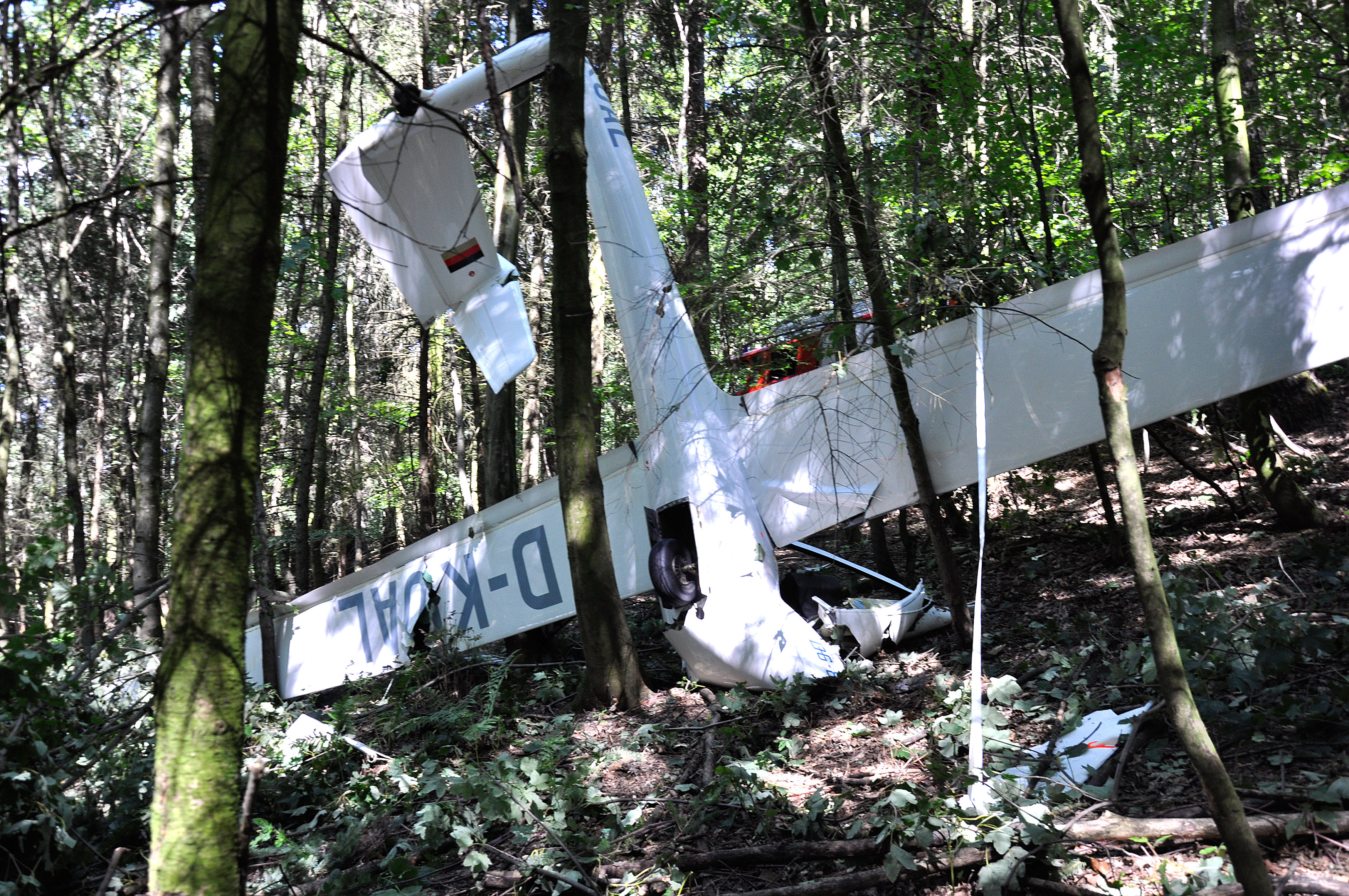
山中に墜落したグライダー（2017年）

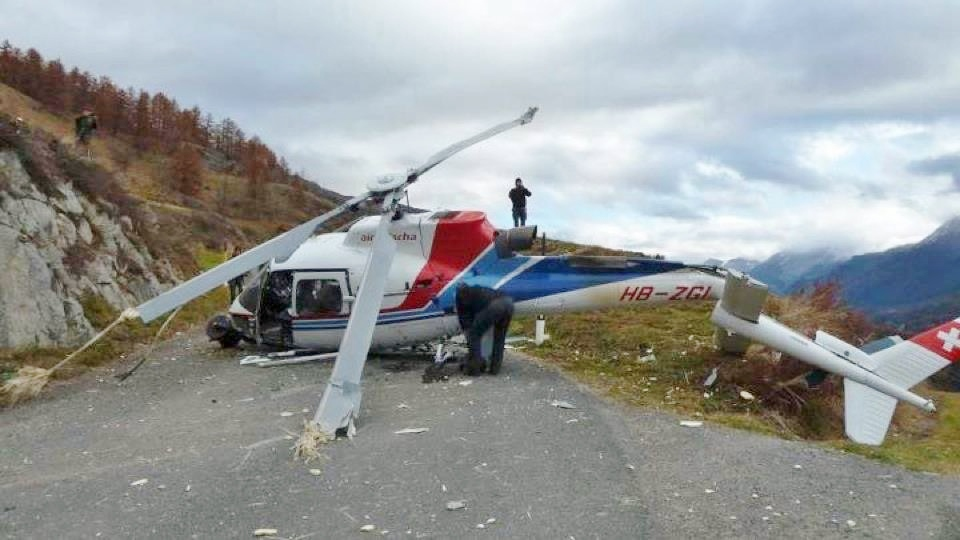
ヘリコプターの事故（2011年、スイス）

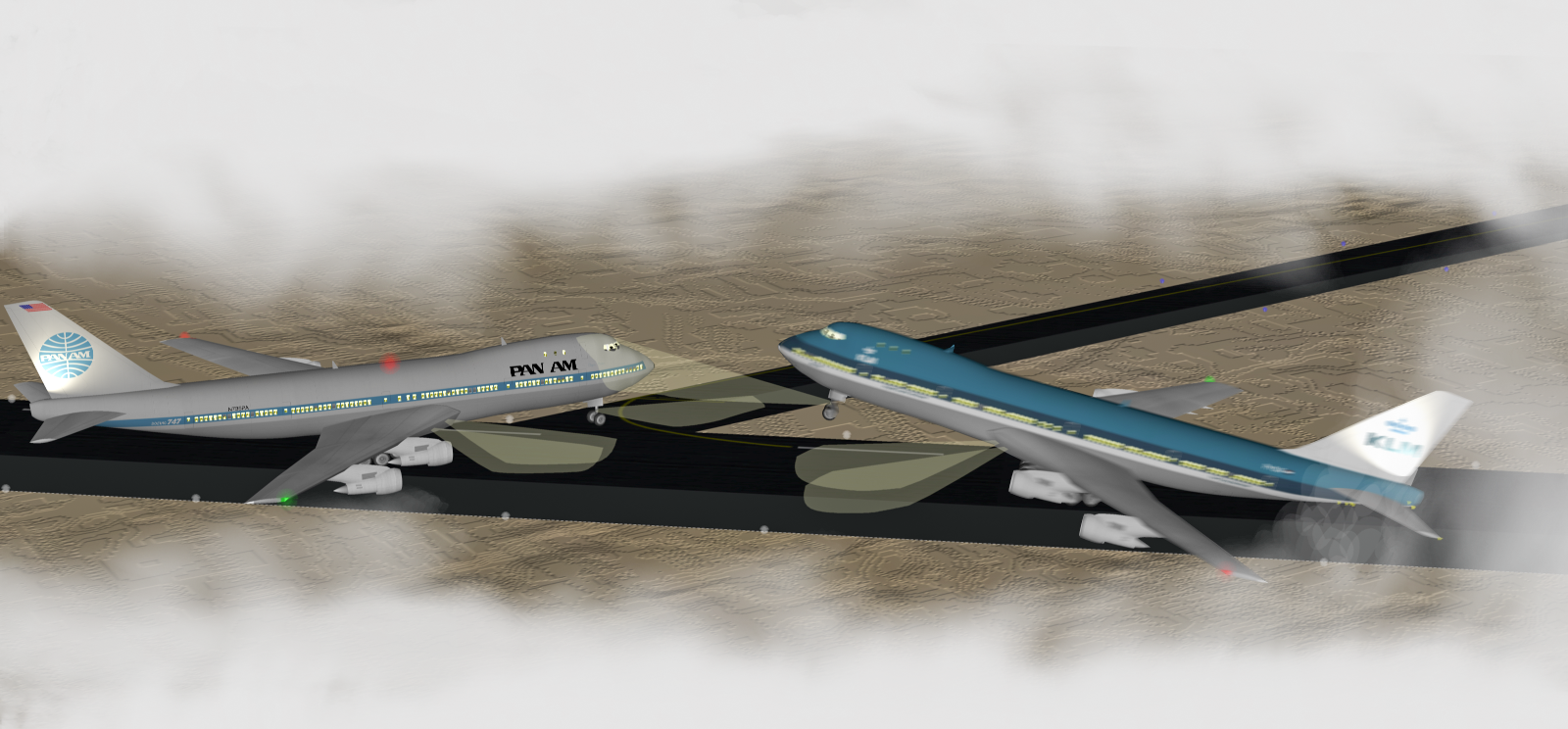
大型旅客機の事故は死傷者の人数が大きくなりがち。これはテネリフェ空港ジャンボ機衝突事故の再現画像。濃霧の中、離陸中の航空機が滑走路上で別の機と衝突。乗員乗客583人が死亡し、航空事故史に残る大惨事となった。

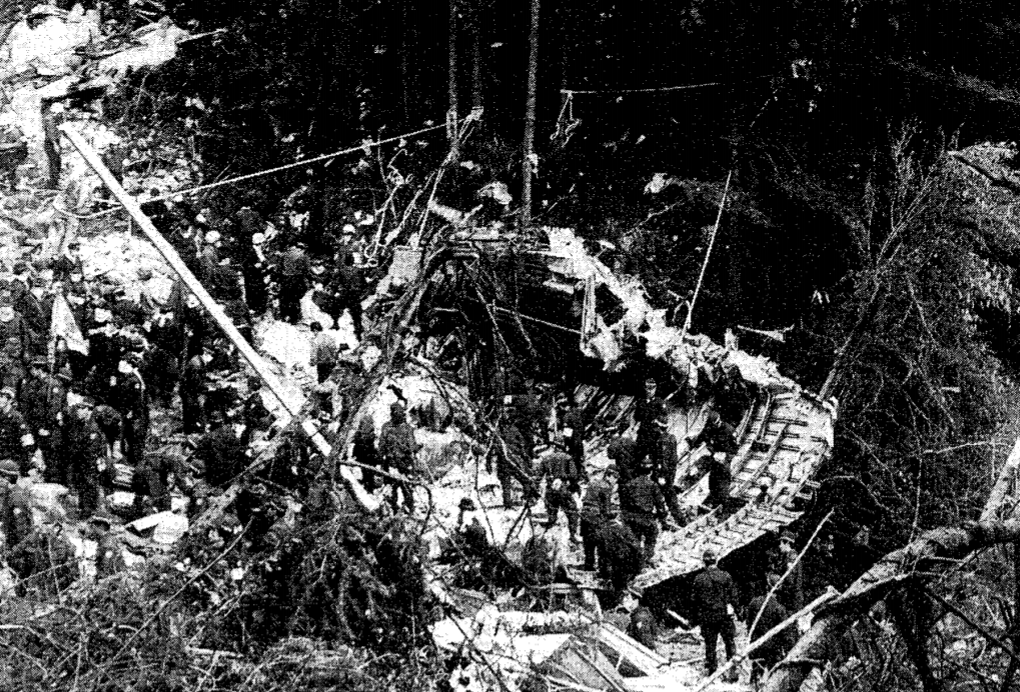
日本航空123便墜落事故。死亡者数520名、生存者は4名。

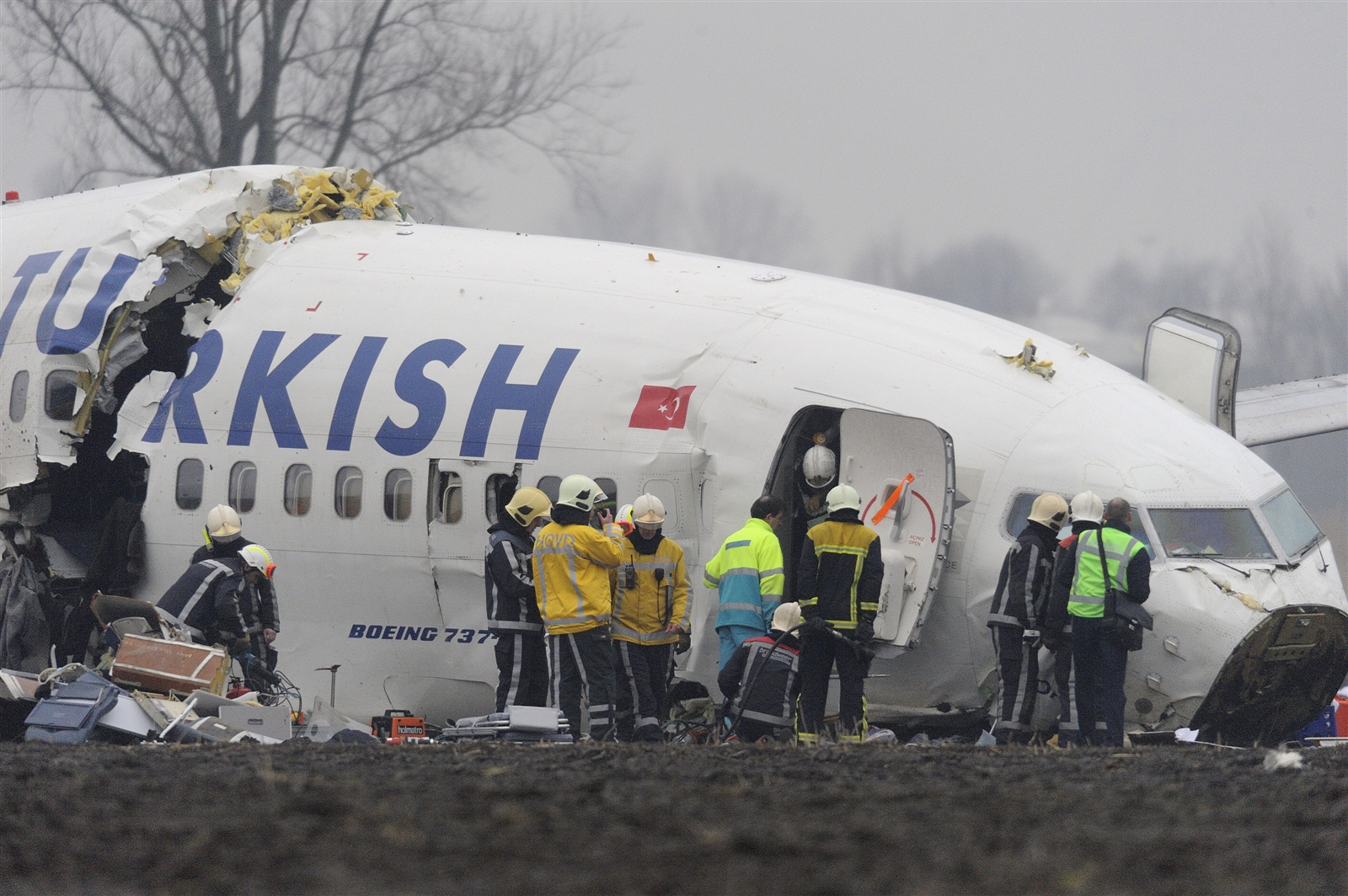
墜落したトルコ航空1951便の機体

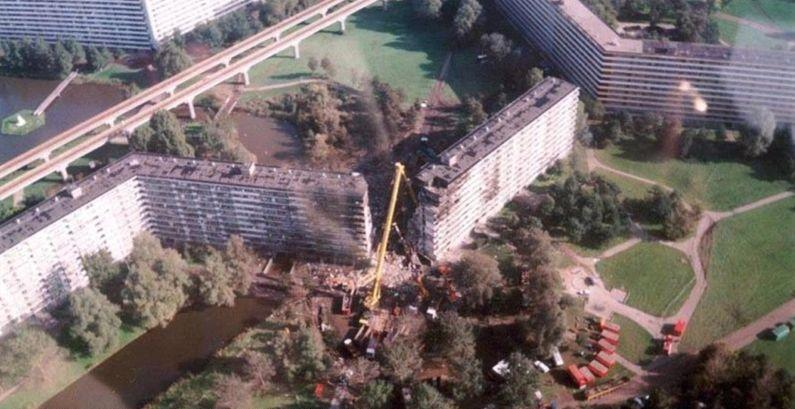
エル・アル航空1862便の墜落現場

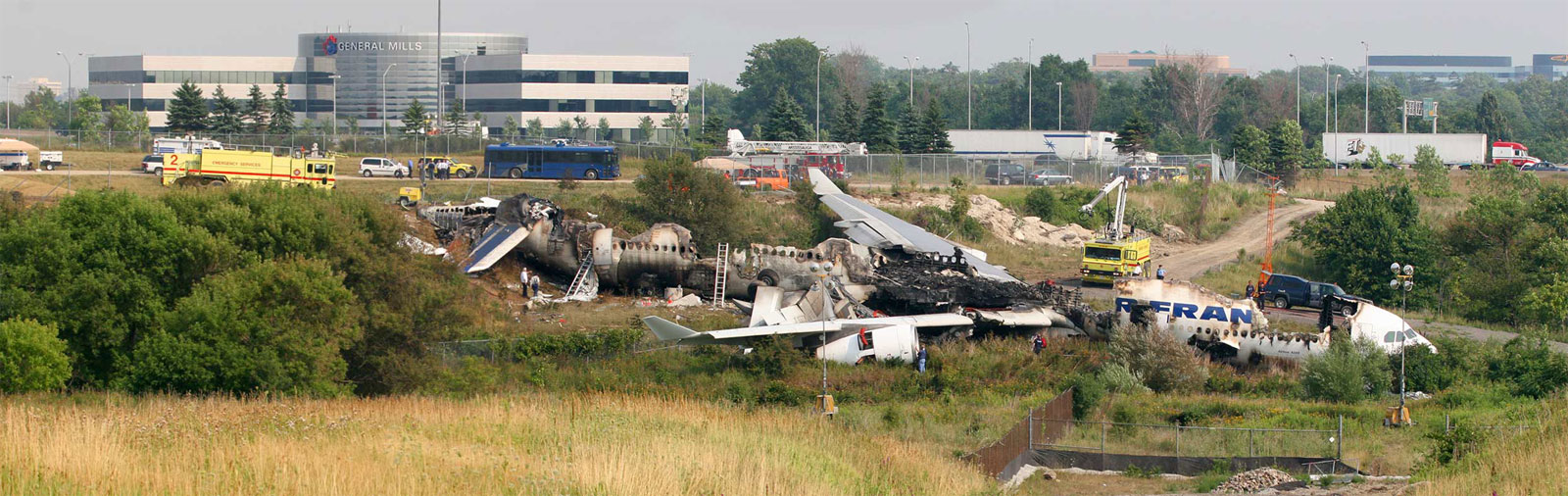
トロントのピアソン空港の滑走路先に横たわる事故機の焼けただれた残骸(「エールフランス358便事故」）

航空事故（こうくうじこ、英: aviation accident）は、航空機の運航中に起きる事故。

## 日本語の定義
日本の航空法では「航空機の墜落、衝突又は火災」、「航空機による人の死傷又は物件の損壊」、「航空機内にある者の死亡（自然死等を除く）又は行方不明」、「他の航空機との接触」「航行中の航空機が損傷（発動機等のみの損傷を除く）を受けた事態」と定義されている。この定義に基づいた場合、単純に不時着をしただけで機体に大きな損傷がない時はいずれにも該当しないため、重大インシデント扱いとなり航空事故扱いにならない場合や、通常の着陸の衝撃で骨折しただけでも「航空機による負傷」の要件を満たすために航空事故となる場合がある。

## 発生率
航空事故を引き起こすリスク、事故確率の多寡は、航空会社や、その運航地域によって異なる。先進国では低く、経済的な余裕のない発展途上国では高い傾向が見られる。国によって決まるのではなく、各航空会社、一社一社ごとに大きく異なる。
アメリカの国家運輸安全委員会 (NTSB) の行った調査では、航空機に乗って死亡事故に遭遇する確率は0.0009%である。米国内で自動車に乗って死亡事故に遭遇する確率は0.03%なので、その33分の1以下の確率となる。
NTSBによる1983年から2000年にかけての航空事故データ集計によれば、航空事故における死亡率が最も低いのは1998年の飛行距離100万マイルあたりの死亡率0.0001％である。下記に見るように、飛行時間、飛行距離、出発回数（departure、便数）ごとに割合は異なる。
| 10万飛行時間あたりの事故発生率        | 0.146％（1992年）〜0.315％(1983年）    |
| 10万飛行時間あたりの死亡率            | 0.006％（1998年）〜0.098％(1989年）    |
| 飛行距離100万マイルあたりの事故発生率 | 0.0036％（1992年）〜0.0076％(2000年）  |
| 飛行距離100万マイルあたりの死亡率     | 0.0001％（1998年）〜0.0024％（1989年） |
| 10万出発回あたりの事故発生率          | 0.228％(1992年）〜0.475％（1997年）    |
| 10万出発回あたりの死亡率              | 0.009％(1998年）〜0.144％（1989年）    |

日本の文部科学省による1983年~2002年の国内事故統計に基づく推計では、今後30年以内に航空機事故で死亡する確率は0.002%で、交通事故で死亡する確率(0.2%)の100分の1以下となった。 
航空事故における輸送実績1億人キロあたりの死亡乗客数は0.04人である。これは東京─ニューヨーク間約1万キロを12万5,000回往復して死亡事故に遭う確率となり、週に1度往復したとすると2,404年に1度という計算になる。10万飛行時間あたりの死亡事故件数は0.07件であり、これは飛行時間10時間のホノルル─福岡間を14万3,000回往復して事故に遭う確率となり、週に1度往復したとすると2,750年に1度という計算になる。
2005年の航空事故による死者数は1015人だった。
オランダの航空事故調査機関アビエーション・セーフティー・ネットワークによれば、2015年の航空機事故は560件、死亡事故は16件であった。これは485万7000回に1件の確率であり、1日1回飛行機に乗ったとして1万306年に1回の可能性となる。
2017年の死亡事故は地域間ターボプロップ機の2件、死者は13人、旅客機の死亡事故はゼロで、航空業界の記録上最も安全な年となった。
2019年は航空事故件数86件、内死亡事故8件、死者数は257人だった。
2020年は運航数が前年比42％減少したが、航空事故件数は40件、内死亡事故は5件、死者数は299人だった。半数以上がイラン軍によるウクライナ国際航空752便撃墜事件での犠牲（死者176人）で、5月のパキスタン国際航空8303便墜落事故では98人が死亡した。
オランダの航空コンサルティング会社To70によれば、大型飛行機の死亡事故率は100万便あたり0.27件で、これは370万回の飛行回数ごとに1回の割合である。 
事故の最大要因が人的要因である事、ダイヤの過密化、航空機の大型化などを考慮すると、将来における航空機事故による人的被害の大幅な減少は期待できないとも指摘されている。

### 他の移動手段との比較
航空事故の死者数と自動車事故による死者数を比較すると、自動車事故が航空事故を遥かに上回る。1998年の全世界での航空事故による死亡者数は909人であった。これに対して米国の自動車事故による死亡者数は41,967人（1997年）、日本の自動車事故死は10,805人（1998年）、ドイツの自動車事故死は8,547人（1997年）、フランスの自動車事故死は7,989人（1997年）であり、国際航空運送協会広報部長I・グラードは「米国1国の車による1年間だけの死者の数でも、ライト兄弟が初飛行に成功して以来の航空機事故の死者よりも多い」と述べている。
航空機は様々な交通手段の中でも最も安全な手段の１つとされる事もある。
ただし、移動・交通に関する死亡事故の割合の測りかたには3つの方法がある。旅あたりの死者数、時間あたりの死者数、距離あたりの死者数の3種である。
下に示す表は1990年-2000年のイギリスでの統計に基づいた比較である。それぞれ10億回の旅、10億時間、10億キロメートルあたりの数字である。ただし飛行機旅に関しては空港まであるいは空港からの移動の際の事故が含まれていない。
| 種別       | 10億あたりの死者数 | 10億あたりの死者数 | 10億あたりの死者数 |
| 種別       | 旅                 | 時間               | キロメートル       |
| ---------- | ------------------ | ------------------ | ------------------ |
| バス       | 4.3                | 11.1               | 0.4                |
| 鉄道       | 20                 | 30                 | 0.6                |
| 貨物自動車 | 20                 | 60                 | 1.2                |
| 自動車     | 40                 | 130                | 3.1                |
| 徒歩       | 40                 | 220                | 54.2               |
| 船舶       | 90                 | 50                 | 2.6                |
| 航空機     | 117                | 30.8               | 0.05               |
| 自転車     | 170                | 550                | 44.6               |
| オートバイ | 1640               | 4840               | 108.9              |

## 事故の原因
航空事故の原因には、不適切な修理、空中分解・急減圧、空間識失調、CFIT、エンジントラブル、機体の設計ミス、地上・空中衝突事故、機内火災、燃料切れ、乗務員の自殺(自殺未遂)・精神異常（日本航空350便墜落事故等）、機体の爆発、爆破テロ、撃墜などがある。
航空事故のおよそ8割は、飛行機が離陸・上昇を行う際と進入・着陸を行う際の短い時間帯に起こっている。この中でも「離陸後の3分間」と「着陸前の8分間」の「クリティカル・イレブン・ミニッツ （魔の11分）」と呼ばれる時間帯に事故は集中している。巡航中に発生する事故も少なくはない。

事故原因の大半は、人為的なミス（操縦ミス、判断ミス、故意の操作ミス、定められた手順の不履行、正しくない地理情報に基づいた飛行、飲酒運転による過失など）、または機械的故障（構造的欠陥、製造不良、整備不良、老朽化など）に端を発するものとなっている。
航空事故を専門に追跡する planecrashinfo.com が1950年から2004年までに起った民間航空事故2147件を元に作った統計によると、事故原因の内訳は以下の通りとなっている。
- 37% - 操縦ミス
- 33% - 原因不明
- 13% - 機械的故障
- 7% - 天候
- 5% - 破壊行為（爆破、ハイジャック、撃墜など）
- 4% - 操縦以外の人為的ミス（不適切な航空管制・不適切な荷積・不適切な機体整備（英語版）、燃料の汚濁、不適切な言語（言葉の選択、表現）、意思疎通の不良、操縦士間の人間関係の不良など）
- 1% - その他

ボーイングが行っている航空事故の継続調査によると、1996年から2005年までに起こった民間航空機全損事故183件の内、原因が判明している134件についての内訳は以下の通りとなっている。
- 55% - 操縦ミス
- 17% - 機械的故障
- 13% - 天候
- 7% - その他
- 5% - 不適切な航空管制
- 3% - 不適切な機体整備

なお主要原因を経年で分析すると、「操縦ミス」は1988年 - 1997年期には70%もあり、過去20年間に着実に改善されてきてはいるが、依然として航空事故原因のほぼ半数を占めている。
なお、2機が滑走路上で衝突し史上最多の583人の死者を出したテネリフェ空港ジャンボ機衝突事故は、パイロットおよび管制官の通信関連のミス、両機クルーおよび管制官による状況誤認、濃霧など、多数の要因が何重にも重なり起きた。単独事故として最多の520人の死者を出した日本航空123便墜落事故の原因は、製造元による機体修理のミスだった（異論も存在、当該項を参照のこと）。
- 機械的故障のため前輪が横向きに固定されてしまい、緊急着陸を決行するエアバスA320（詳細は「ジェットブルー航空292便緊急着陸事故」を参照）
- 部品脱落のため燃料タンクが破損し機体火災を起こしたボーイング737-800（詳細は「チャイナエアライン120便炎上事故」を参照）
- 製造段階から部品が欠落していたため、車輪が出なくなり胴体着陸を余儀なくされたボンバルディア Q400（詳細は「全日空機高知空港胴体着陸事故」を参照）

## 事故調査

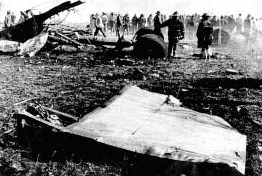
AA191便墜落事故で残骸を調査する事故調査官

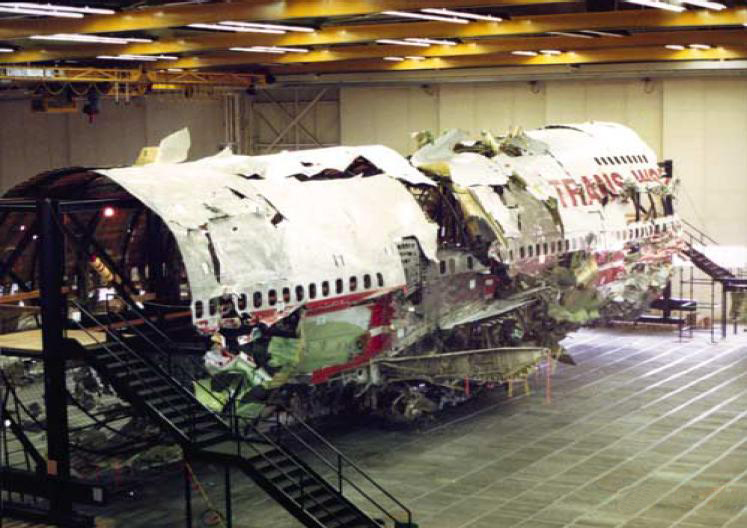
NTSBによるTWA800便墜落事故では海底から機体残骸破片の大部分を回収して機体を組み立て直した

航空機事故の再発防止のためには、徹底した原因究明が欠かせない。事故によっては、数年の歳月と巨額の資金を費やしてまで「なぜ」が追及される。
中立な立場からの事故調査を徹底するため、多くの国家では専門の事故調査機関を設置している。
調査官は残骸の散乱した現場を歩き回り、証拠品を回収する事から『Tin Kincer』とも呼ばれる。
国際民間航空機関（ICAO）ではシカゴ条約の批准国に対し、事故調査は再発防止を目的としており明らかな犯罪の証拠を除き事故調査の結果を刑事捜査や裁判に利用する事を禁じている。

### アメリカ合衆国
そうした中でもアメリカ国家運輸安全委員会 (NTSB) は、長年の経験と深い専門知識から航空事故調査の権威として位置づけられており、各国の事故調査や航空行政に対しても大きな影響力を持つ存在となっている。
NTSBによる事故の調査結果は、その信頼性を高めるため報告書として一般公開される事が原則となっており、しかもこれを民事訴訟で証拠として採用することは法律で禁じられている。理由は当事者からの証言を得やすくするためであり、また、NTSBを法廷闘争に巻き込まないようにするためでもある。ただし、事故の分析、原因、勧告などを除いた「事実背景」については証拠採用が認められている。なお刑事訴訟での使用については特に規定がなく、過去には証拠採用された判例もある。
そもそもアメリカでは「故意の破壊行為」またはそれに近い「認識ある過失」がない限り、事故機の操縦や整備に関わっていた個人に対しては刑事責任や民事責任を問わない事が原則となっている。これも（自己負罪拒否特権を外すことにより）当事者からの証言を得やすくするためである。
ただし、事故を起こした航空会社が司法による犯罪捜査から免責されているわけではない。また、個人に刑事責任を問わないのは雇用者である航空会社が個人の責任と補償を請け負う事がそもそもの前提になっているからであり、原因究明と再発防止こそが至上課題という姿勢が明確に現れている。また個人に対して刑事責任が問われないといっても、問題を起こした個人が当該職務から外される事はありうる。

### 日本
日本では、1974年から国土交通省の審議会のひとつである航空・鉄道事故調査委員会（事故調）が、事故原因の究明や事故防止に必要な研究を行ってきたが、2008年10月1日に旧来の海難審判庁の船舶事故の原因究明事務と統合されて、新たに国土交通省の外局である運輸安全委員会が発足した。
目的は、航空事故等の原因並びに航空事故に伴い発生した被害の原因を究明するための調査を適確に行うと共に、これらの調査の結果に基づき国土交通大臣又は原因関係者に対し必要な施策又は措置の実施を求めることである（運輸安全委員会設置法第1条）。
運輸安全委員会は調査官を派遣して、航空機の使用者・搭乗員・事故における救助者など航空事故における関係者から事情を聴取・質問し、関係物件等の留置・保全、立ち入りの禁止などの措置をとることができる（運輸安全委員会設置法13条）。運輸安全委員会の調査と、警察官・検察官による捜査は、通常同時並行的に行われるが、法制度上はそれぞれ目的を異にする独立の手続である。
刑事責任を追及するための事故調査を主導するのは警察と検察であり、調査対象は事故機の操縦や整備に関わっていた個人が、業務上過失致死罪・業務上過失傷害罪・重過失致死傷罪など、刑事処罰の対象になるか否かという点に重点を置くため、当事者や関係者の黙秘権が行使されやすい。日本はICAO批准国でありながら、警察主導の捜査や事故報告書の目的外使用などにより、事故原因の究明や再発防止に支障来していると指摘されている。
これに対し、運輸安全委員会の調査は、事故の再発防止などに重点を置く行政手続であるため、調査官の処分権限は「犯罪捜査のために認められたものと解釈してはならない」と法律で明記されている（運輸安全委員会設置法第13条5項）。
航空事故調査には欠かせないフライトデータレコーダー（飛行状況記録機、FDR）と コックピットボイスレコーダー（操縦室音声記録機、CVR）は、日本では1966年の全日空羽田沖墜落事故の際に、経路追跡などができず原因不明となったことを教訓に、全ての旅客機に搭載が義務づけられた。

## 航空事故の再現実験

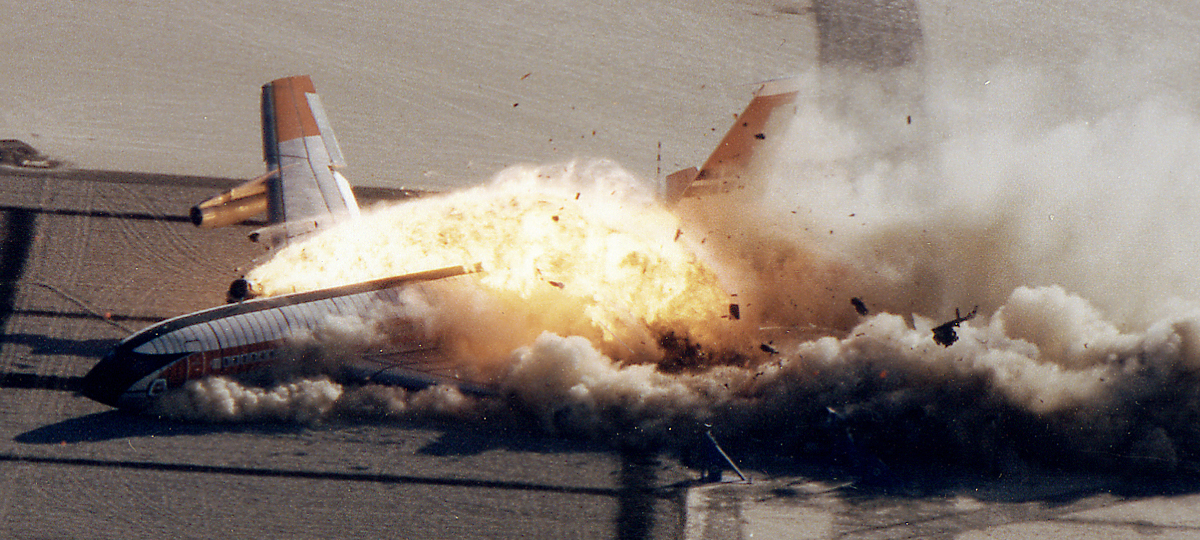
1984年12月1日NASAドライデン飛行研究センターによるボーイング720を使った制御された衝撃実演

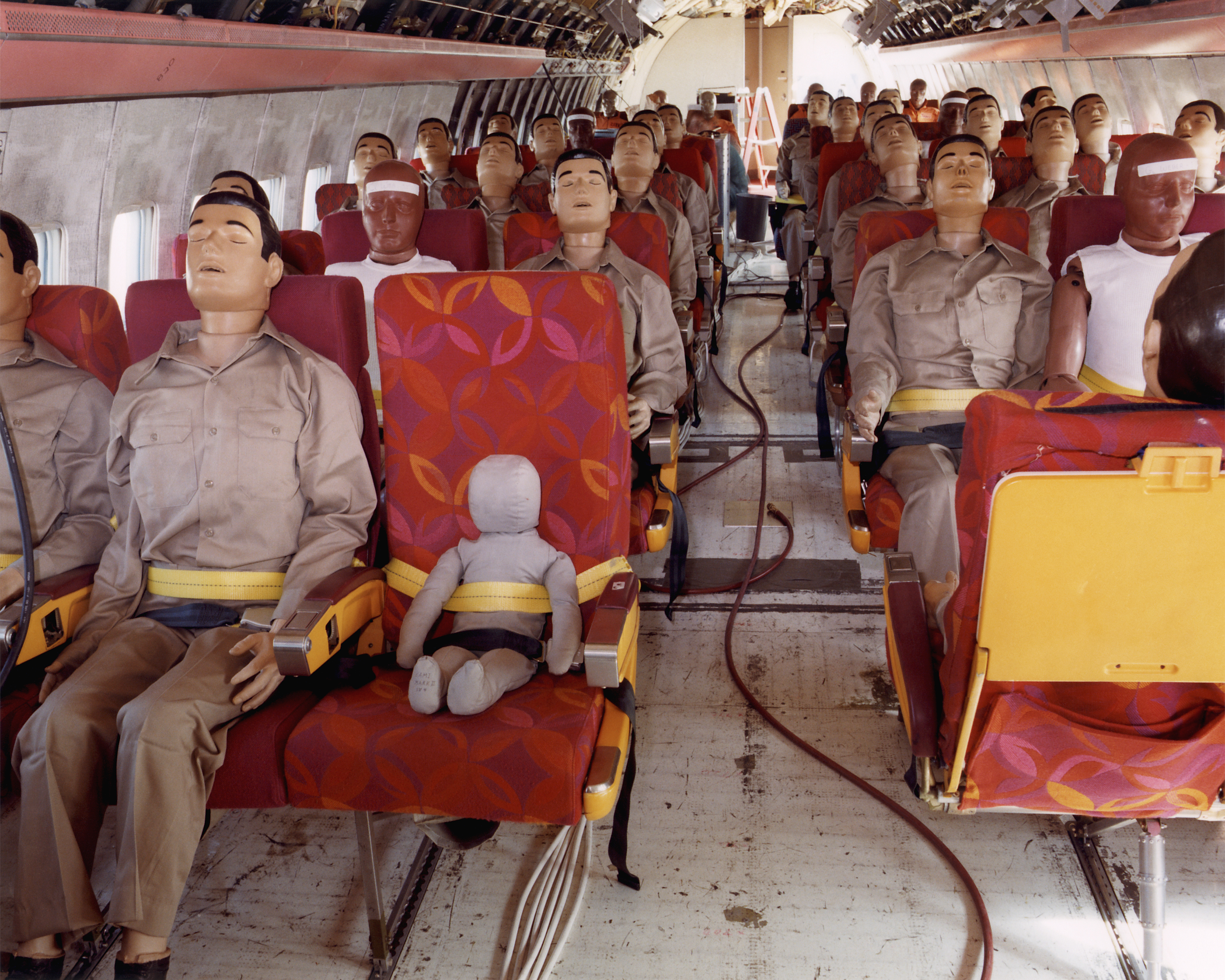
ボーイング720の座席に置かれたダミー人形

政府専門機関、軍や航空機製造元が行う航空機事故の再現検証は物理的範囲で材質と機体など機器構造に機体内部の環境などといった限定範囲か局部的で、大型旅客機実機を用いて地上か空中で行う場合は機体から旅客脱出の実地、空港の環境、飛行特性や気象条件などのデータ収集を中心に行うことが多い。
人為的操縦ミスを飛行中など検証する研究についてここでは割愛し、飛行運用から事故を検証する問題点を幾つか挙げると事故経過は気象状況など千差万別であること、パイロットや調査員などスタッフの安全条件と自動操縦飛行には法律の制限があること、廃棄前提であっても証明書類などを完備した飛行許可を取得した機体という条件のため型落ち旧式中古機でも高価なこと、離着陸などを想定した検証の場合は機体サイズによっては広い場所を確保する必要があり多角的な観察と測定できる環境範囲空間が必須など、多数の制約から自動車の衝突安全テストのような実験が難しいため、発生した重大事故の状況や残骸を調査し内容を分析する方法が主流である。
日本の場合、前項の事故調査に加えて人的被害や物損に及ばなかった危険事態を事故に準じた扱いの「重大なインシデント」に指定して状況の報告を義務付け、調査と分析を行っている。
1954年4月コメット連続墜落事故ではイギリス政府直轄の調査委員会は回収した残骸から原因を推定し実際に飛行させるかわりに巨大な水槽を用いた画期的な構造検証実験許可を行った。これは事故原因究明の再現実験に留まらず様々な分野の学術研究から注目された。

アメリカは連邦航空委員会 (FAA) 中心に時には他機関と合同で機種とその大小に拘わらず様々な実験が行われている。無償譲渡の廃止したレシプロ自家用機を用いて様々な検証を実施し、その一例にクレーンで吊上げたのち落下させ、キャビンの状態や機体構造強度のデータを収集している。1960年代には旧式レシプロ四発大型旅客機を無償譲渡や購入により調達し離着陸失敗事故を想定し地上破壊プロセス、火災発生状況と構造検証の実験などを行い、後述のジェット旅客機を飛行から地上で全損させる実験はNASAとFAA主体で進めた共同計画と、アメリカ等4ヶ国の民間放送局5社共同体は都合からメキシコで実施した2例がある。
1984年12月1日、着陸失敗などの被害軽減へ"着火しにくい燃料を使用する事で衝撃に伴う引火の被害を抑える事"を目的にした「衝撃実演 (CID)」をNASAと連邦航空委員会 (FAA) の共同で行った。無線操縦による無人飛行装置を取り付け改造したボーイング720型機をエドワーズ空軍基地から離陸後に仮想滑走路（着地位置）へ突入させた（「制御された衝撃実演」の項目参照。Controlled Impact Demonstration もしくは Crash In the Desert）。
2012年には、「空港以外で不時着する事故」を想定してボーイング727-200型機を故意に「墜落」させ、内外部から映像を始めとする破壊される機体状況をのデータを収集する再現実験が、アメリカ・ドイツ・イギリスのテレビ局4社協力で行われた（2012年ボーイング727型機墜落実験）。この実験の様子は2012年4月27日に放映されたディスカバリー・チャンネルの「好奇心の扉：航空機事故は解明できるのか?」に収録されている他、協力各社が国内向けに編集して放送されている。
建物への衝突を調査する場合には離陸しなくてもロケットスレッドで水平に加速し、壁に衝突させる事でデータが得られるため多くの実験が行われている。例として1988年にサンディア国立研究所が原子力発電所への航空機衝突による影響を調査するため、アメリカ軍から払い下げられたF-4をロケットスレッドで加速し、コンクリートの壁に衝突させる実験を行っている。

## 防止策、訓練
航空事故を防止するための策は世界各国でとられている。

### 日本国内

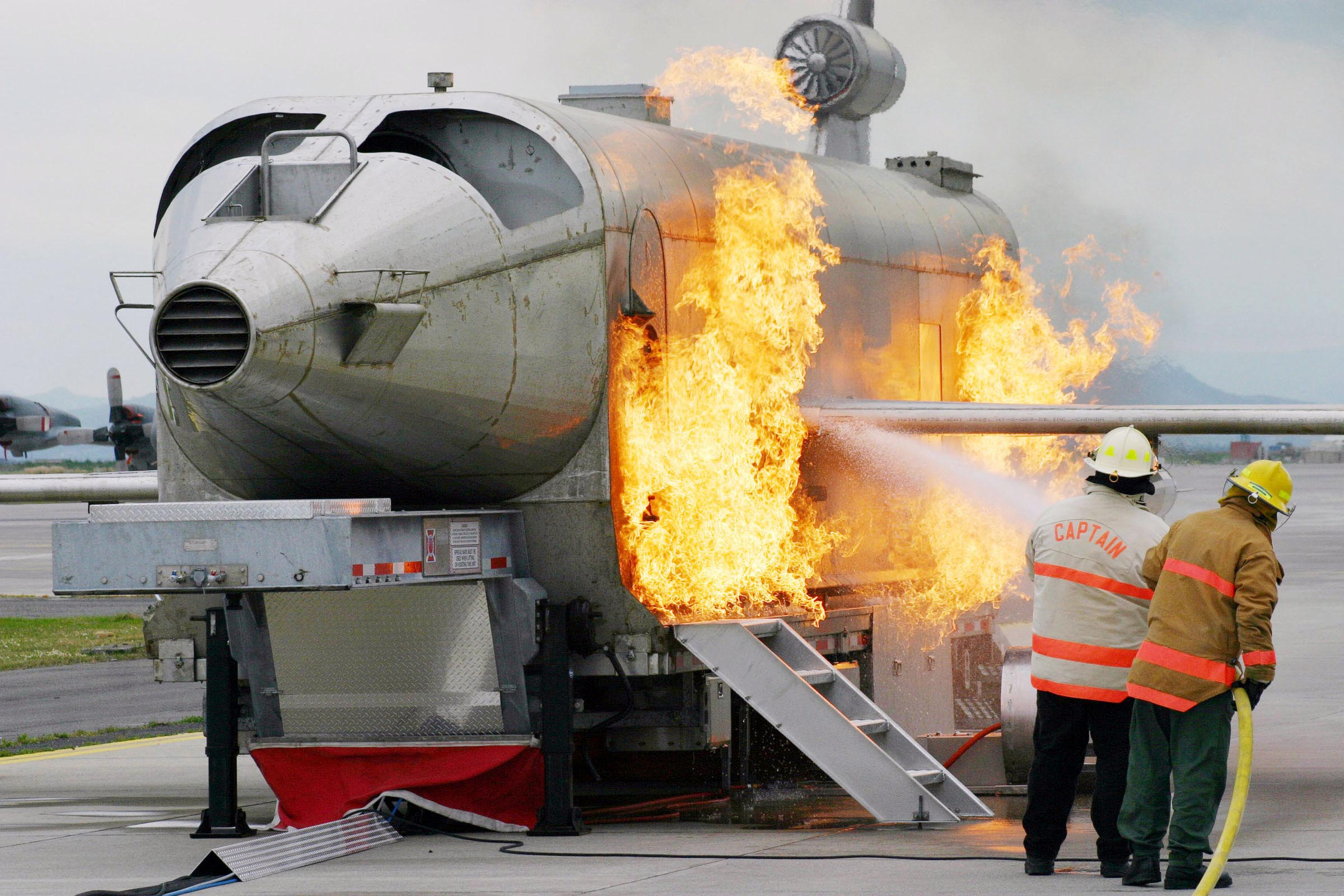
消火訓練用設備（Aircraft fire trainer）を用いた消火の訓練

国土交通省
日本の国土交通省は、既存の航空安全行政の一体化・向上、レギュレータとしての機能の確立・強化等を図りつつ、航空安全行政の高度化を目指すとしている。
- 航空安全プログラムの更なる推進
- 航空機の安全な運航の確保
- 航空機の安全性の確保
- 空港の安全対策等の推進
- 無人航空機等の安全対策

内閣府
日本の内閣府が刊行している「令和4年度交通安全白書 第3編航空交通」では、航空交通安全施策の現況として以下の対策を挙げている。
- 航空安全プログラムの更なる推進
- 航空機の安全な運航の確保
- 航空機の安全性の確保
- 航空交通環境の整備
- 無人航空機等の安全対策
- 救助・救急活動の充実
- 被害者支援の推進
- 航空事故等の原因究明と事故等防止
- 航空交通の安全に関する研究開発の推進
- 防衛省における航空交通安全施策

他
成田山新勝寺（成田国際空港）や穴守稲荷神社（東京国際空港）、飛行神社などの航空産業と関わりの深い寺社において、空の日や正月において、航空安全の祈祷式が執り行われている。

## 航空事故を扱った作品
以下では複数の航空事故を主題とした作品を記載する。個別の航空事故のみを主題とした作品は、該当する航空事故の記事を参照のこと。
- テレビドキュメンタリー『メーデー!:航空機事故の真実と真相』シリーズ - ナショナルジオグラフィックチャンネルの番組。
- テレビドキュメンタリー『衝撃の瞬間』シリーズ - ナショナルジオグラフィックチャンネルの番組。
- 舞台劇『CVR チャーリー・ビクター・ロミオ』（原題: CVR: Charlie Victor Romeo） - 実際に起こった6件の航空機事故のコックピットボイスレコーダー記録をほぼそのままの形で台本とし、事故機のコクピットで何が起きていたのかを再現した舞台劇。
- ドラマ『LOST』（ABC）
- 映画、テレビ番組「エアポートシリーズ」